# Namibie aux Jeux paralympiques d'été de 2024
La Namibie participe aux Jeux paralympiques d'été de 2024 à Paris, en France du 28 août au 8 septembre 2024. Il s'agit de sa 7e participation à des Jeux paralympiques d'été.

## Nombre d’athlètes qualifiés par sport
Voici la liste des qualifiés et sélectionnés namibien par sport :
| Sport           | Hommes | Femmes | Total |
| --------------- | ------ | ------ | ----- |
| Athlétisme      | 1      | 1      | 2     |
| Aviron          |        |        |       |
| Badminton       |        |        |       |
| Basket-ball     |        |        |       |
| Boccia          |        |        |       |
| Canoë           |        |        |       |
| Cyclisme        |        |        |       |
| Dynamophilie    |        |        |       |
| Équitation      |        |        |       |
| Escrime         |        |        |       |
| Football à 5    |        |        |       |
| Goalball        |        |        |       |
| Judo            |        |        |       |
| Natation        |        |        |       |
| Rugby           |        |        |       |
| Taekwondo       |        |        |       |
| Tennis          |        |        |       |
| Tennis de table |        |        |       |
| Tir             |        |        |       |
| Tir à l'arc     |        |        |       |
| Triathlon       |        |        |       |
| Volley-ball     |        |        |       |
| Total           | 1      | 1      | 2     |

## Bilan général
| Sport           | Médaille d'or, Jeux paralympiques | Médaille d'argent, Jeux paralympiques | Médaille de bronze, Jeux paralympiques | Total | Rang pays |
| --------------- | --------------------------------- | ------------------------------------- | -------------------------------------- | ----- | --------- |
| Athlétisme      |                                   |                                       |                                        |       |           |
| Aviron          |                                   |                                       |                                        |       |           |
| Badminton       |                                   |                                       |                                        |       |           |
| Basket-ball     |                                   |                                       |                                        |       |           |
| Boccia          |                                   |                                       |                                        |       |           |
| Canoë-kayak     |                                   |                                       |                                        |       |           |
| Cyclisme        |                                   |                                       |                                        |       |           |
| Dynamophilie    |                                   |                                       |                                        |       |           |
| Équitation      |                                   |                                       |                                        |       |           |
| Escrime         |                                   |                                       |                                        |       |           |
| Football à 5    |                                   |                                       |                                        |       |           |
| Goalball        |                                   |                                       |                                        |       |           |
| Judo            |                                   |                                       |                                        |       |           |
| Natation        |                                   |                                       |                                        |       |           |
| Rugby           |                                   |                                       |                                        |       |           |
| Taekwondo       |                                   |                                       |                                        |       |           |
| Tennis          |                                   |                                       |                                        |       |           |
| Tennis de table |                                   |                                       |                                        |       |           |
| Tir             |                                   |                                       |                                        |       |           |
| Tir à l'arc     |                                   |                                       |                                        |       |           |
| Triathlon       |                                   |                                       |                                        |       |           |
| Volley-Ball     |                                   |                                       |                                        |       |           |
| Total           |                                   |                                       |                                        |       |           |

| Jour          | Médaille d'or, Jeux paralympiques | Médaille d'argent, Jeux paralympiques | Médaille de bronze, Jeux paralympiques | Total |
| ------------- | --------------------------------- | ------------------------------------- | -------------------------------------- | ----- |
| 28 août       |                                   |                                       |                                        |       |
| 29 août       |                                   |                                       |                                        |       |
| 30 août       |                                   |                                       |                                        |       |
| 31 août       |                                   |                                       |                                        |       |
| 1er septembre |                                   |                                       |                                        |       |
| 2 septembre   |                                   |                                       |                                        |       |
| 3 septembre   |                                   |                                       |                                        |       |
| 4 septembre   |                                   |                                       |                                        |       |
| 5 septembre   |                                   |                                       |                                        |       |
| 6 septembre   |                                   |                                       |                                        |       |
| 7 septembre   |                                   |                                       |                                        |       |
| 8 septembre   |                                   |                                       |                                        |       |
| Total         |                                   |                                       |                                        |       |

| Sexe   | Médaille d'or, Jeux paralympiques | Médaille d'argent, Jeux paralympiques | Médaille de bronze, Jeux paralympiques | Total |
| ------ | --------------------------------- | ------------------------------------- | -------------------------------------- | ----- |
| Hommes |                                   |                                       |                                        |       |
| Femmes |                                   |                                       |                                        |       |
| Mixte  |                                   |                                       |                                        |       |
| Total  |                                   |                                       |                                        |       |

## Médaillés

### Médailles d’or
| Sport | Discipline | Athlète(s) | Performance | Date |
| ----- | ---------- | ---------- | ----------- | ---- |
|       |            |            |             |      |

### Médailles d’argent
| Sport | Discipline | Athlète(s) | Performance | Date |
| ----- | ---------- | ---------- | ----------- | ---- |
|       |            |            |             |      |

### Médailles de bronze
| Sport | Discipline | Athlète(s) | Performance | Date |
| ----- | ---------- | ---------- | ----------- | ---- |
|       |            |            |             |      |

## Résultats

### Athlétisme

#### Hommes
| Athlètes | Épreuve   | Série | Série | Demi-finales | Demi-finales | Finale | Finale |
| Athlètes | Épreuve   | Temps | Rang  | Temps        | Rang         | Temps  | Rang   |
| -------- | --------- | ----- | ----- | ------------ | ------------ | ------ | ------ |
| [[]]     | 100 m T11 |       | e     |              | e            |        | e      |

#### Femmes
| Athlètes | Épreuve   | Série | Série | Demi-finales | Demi-finales | Finale | Finale |
| Athlètes | Épreuve   | Temps | Rang  | Temps        | Rang         | Temps  | Rang   |
| -------- | --------- | ----- | ----- | ------------ | ------------ | ------ | ------ |
| [[]]     | 400 m T11 |       | e     |              | e            |        | e      |